# Elias Maria Reti

Elias Maria Reti (født i 1956 i Budapest) er en internationalt handlet tysk kunstner, den yngste elev af Joseph Beuys og et barnebarn af skakmester Richard Reti.

## Biografi
Elias Mari Reti studerede kunst på Kunstakademie Düsseldorf, flyttede derefter til London, New York og DDR. I dag bor han i Berlin.

## Kunst
Elias Mari Reti arbejder i serie. Hans arbejde omfatter 42 serier af 64 malerier hver og derfor 2.688 malerier. Malerierne repræsenterer altid en eller flere personer uden hoved, en hvid overkrop og rødbrune ben. På bagsiden af malerierne er et stykke klud og skriftlige skakbevægelser, som er ægthedscertifikatet.
Kendte serier af Elias Maria Reti:
- „Hosenwärmer“, 1979
- „Zwei linke Hände“, 1980
- „Wer geht wer steht“, 1980
- „Klein in Gross“, 1980
- „Handykept“, 1981
- „Anamorph“, 1982
- „Hängen“, 1983
- „Andersrum“, 1984
- „Die Quadratur des Menschen“, 1985
- „Quatro Man“, 1986
- „Squaremensch“, 1987
- „Schattenwelten“, 1988
- „Spagat“, 1989
- "Überfall", 1989
- "Meditation", 1990
- "Vorlauf", 1990
- „Vorsprung“, 1990
- "Longfinger", 1991
- „Synchronstehen“, 1991
- „W-Mensch“, 1992
- „Fußhänder“, 1993
- „Ausblicke“, 1994
- „Weltumarmung“, 1995
- "Inexect", 1996
- „Irritationen“, 1996
- „Vornüber“, 1996
- "Spiegelungen", 1996
- "Hydration", 1996
- „Exodus“, 1997
- "Magnetismus", 1997
- "Tanzen mit Hannes", 1998
- "Schweigen", 1999
- „Untertauchen“, 2000
- „Selbstportrait“, 2000
- "Spielen mit Hannes", 2001
- „Der Durchgang“, 2002
- „Die Rückkehr“, 2004
- „T-Mensch“, 2005
- „Underground“, 2005
- „Am Anfang ist das Ende“, 2006
- „Weißwurst“, 2007
- „Kugelmenschen“, 2008